# TPS Cinécomedy
TPS Cinécomedy est une chaîne de télévision française appartenant au Groupe TPS ayant émis entre 2005 et 2007.

## Histoire
Le Groupe TPS lance en octobre 2005 TPS Cinécomedy, sa neuvième chaîne de cinéma. Celle-ci est consacrée à la comédie.
La chaîne disparaît en mars 2007 à la suite de la fusion de TPS et de son concurrent Canalsat.

## Identité visuelle

### Logos

Logo de TPS Cinécomedy du 12 octobre 2005 au 21 mars 2007

## Programmes
La chaîne diffuse alors exclusivement des films d'humour et de comédie.

## Diffusion
TPS Cinécomedy est disponible sur TPS par satellite et par ADSL, de 2005 à 2007.